# Guglielmo I di Berg
Guglielmo I di Berg in tedesco: Wilhelm I. (Berg) (1245 circa – 16 aprile 1308) fu conte di Berg, dal 1296 alla sua morte.

## Origine
Guglielmo, come ci viene confermato dal documento n° CCXXXI dell'Akademische Beiträge zur Gülch- und Bergischen Geschichte, band III, era il figlio secondogenito del conte di Berg Adolfo IV e di Margherita di Hochstaden che, secondo la Chronica Albrici Monachi Trium Fontium, era nipote di Corrado di Hochstaden, arcivescovo di Colonia, e figlia di Lotario I, conte di Hochstaden, e di Matilde di Vianden.

Adolfo IV di Berg, sia secondo la Chronica Albrici Monachi Trium Fontium che secondo la Histoire du Limbourg, vol VI: Codex diplomaticus Valkenburgensis, era il figlio primogenito del duca di Limburgo e conte di Arlon, Enrico, e della contessa di Berg, Ermengarda che, secondo il Cæsarii Heisterbacensis Vita sancti Engelberti Archiepiscopi Colonie, era l'unica figlia ed erede del conte di Berg, Adolfo III e di Berta di Sayn, come ci viene confermato dal documento n° CLII della Histoire du Limbourg, vol VI: Codex diplomaticus Valkenburgensis..

## Biografia
Suo padre, Adolfo IV, morì il 22 aprile 1259 per un infortunio al torneo di Neuss, secondo il Kaiserswerth St Guidbert Memorienbuch (non consultato).
Suo fratello, Adolfo gli succedette, in quanto figlio primogenito, come Adolfo V.
Forse perché ancora minorenne, per almeno i primi tre anni, sua madre, Margherita, esercitò la reggenza, come risulta dal documento n° 521 del Niederrheins Urkundenbuch, Band II, datato 26 dicembre 1262, inerente ad una donazione in suffragio dell'anima del marito (mariti nostri domini Adolfi comitis de Monte), in cui Margherita si cita col titolo di contessa, mentre Adolfo viene citato come suo figlio primogenito (Margarita comitissa de Monte, cum primogenito nostro Adolfo).
Nel 1283, dopo che la duchessa di Limburgo Ermengarda era morta, l'imperatore del Sacro Romano Impero Rodolfo I d'Asburgo aveva accordato vita natural durante il ducato al di lei vedovo, Reginaldo I di Gheldria. Ciò non piacque a suo fratello, Adolfo V di Berg, che, in quanto cugino di Ermengarda, rivendicò il Ducato di Limburgo.
Non potendo far valere la propria ragione con le armi, Adolfo V vendette i diritti sul ducato a Giovanni I di Brabante; di questo abbiamo conferma dal documento n° CCXLVII della Histoire du Limbourg, vol VI: Codex diplomaticus Valkenburgensis., in cui Adolfo di Berg, dopo la morte della duchessa Ermengarda, chiede al re di Germania, Rodolfo I d'Asburgo, di investire Giovanni I di Brabante del titolo ducale, in quanto Adolfo lo aveva ceduto a Giovanni. 

I documenti n° CCLII e CCLIII della Histoire du Limbourg, vol VI: Codex diplomaticus Valkenburgensis. ci informano di un accordo, con il supporto di Guglielmo (Wilemus fratres nobilis viri domini Adolphi comes de Monte) tra suo fratello, Adolfo, successore di Ermengarda, ed il capitolo della cattedrale di Liegi, inerente alla chiesa di Jupille-sur-Meuse.
Suo fratello, il conte Adolfo V, fu imprigionato dall'arcivescovo di Colonia, Siegfried von Westerburg, con un inganno e morì nel settembre 1296; Adolfo, secondo il Levold's von Northof Chronik der Grafen von der Mark, morì il 28 settembre 1296 (in vigilia sancti Michaelis); fu sepolto nell'abbazia di Gräfrath a Solingen e gli succedette il fratello, Guglielmo, come Guglielmo I.
Il suo mandato è stato segnato da vari conflitti con gli arcivescovi di Colonia. Nel 1298 sostenne il re dei Romani Alberto I d'Asburgo contro gli elettori renani, sostenitori di Adolfo di Nassau.
Anche Guglielmo I, come suo fratello Adolfo V, rinunciò alla proprietà dell'abbazia d'Altenberg, come ci viene confermato dal documento n° CCXXXI dell'Akademische Beiträge zur Gülch- und Bergischen Geschichte, band III, datato 20 ottobre 1303, in cui sua madre, Margherita (Margarete comitisse de Monte matris nostri comitis predicti), fu testimone di Guglielmo (Wilhelmus comes de Monte), che confermava la rinuncia alla proprietà dell'abbazia d'Altenberg.
Guglielmo fondò diversi monasteri e chiese, tra cui la chiesa dell'Ordine della Santa Croce a Beyenburg e il monastero femminile a Gräfrath.
Guglielmo I morì nel 1308 e fu sepolto nella cripta di famiglia nell'abbazia d'Altenberg; gli succedette il nipote, Adolfo, come Adolfo VI; secondo il Levold's von Northof Chronik der Grafen von der Mark, Guglielmo (Wilhelmus comes de Monte) morì nell'aprile 1308 (anno domini MCCCVIII, mense Aprili) e fu sepolto nell'abbazia d'Altenberg (in Monte Veteri sepelitur) e gli succedette il nipote, Adolfo (Adolphus filius fratris).

## Matrimonio e discendenza
Guglielmo alla morte del fratello era monaco ma, considerando che il fratello era senza discendenza, il papa Bonifacio VIII gli concesse una dispensa che lo ricondusse allo stato laicale, permettendogli di contrarre matrimonio; Guglielmo sposò Ermengarda di Cleve, detta "la bella", figlia del conte di Kleve Teodorico V e della moglie, Alida di Heinsberg; Ermengarda era vedova del conte Corrado I di Saffenburg (contea della Renania-Palatinato); Ermengarda viene citata assieme al marito, Guglielmo (Wilhelmus comes de Monte et Irmengardis uxor eius comitissa de Monte), nel documento n° CCXXXI del Akademische Beiträge zur Gülch- und Bergischen Geschichte, band III, datato 20 ottobre 1303, in cui vengono confermati i diritti acquisiti dall'abbazia d'Altenberg. Ermengarda morì il 12 maggio 1319 e fu sepolta accanto al secondo marito. 

Guglielmo da Ermengarda non ebbe figli e di Guglielmo non si conosce alcuna discendenza.

## Ascendenza
|                          |                                |                        | Genitori               |  |  | Nonni |  |  | Bisnonni                 |  |  | Trisnonni              |  |
|                          |                                |                        |                        |  |  |       |  |  | Valerano III di Limburgo |  |  | Enrico III di Limburgo |  |
|                          |                                |                        |                        |  |  |       |  |  | Valerano III di Limburgo |  |  | Enrico III di Limburgo |  |
|                          |                                | Sofia di Saarbrücken   |                        |  |  |       |  |  | Valerano III di Limburgo |  |  |                        |  |
| Enrico IV di Limburgo    |                                |                        |                        |  |  |       |  |  | Valerano III di Limburgo |  |  |                        |  |
|                          |                                | Cunegonda di Lorena    | Federico I di Lorena   |  |  |       |  |  |                          |  |  |                        |  |
|                          |                                | Cunegonda di Lorena    | Federico I di Lorena   |  |  |       |  |  |                          |  |  |                        |  |
|                          |                                | Cunegonda di Lorena    | Ludmilla di Polonia    |  |  |       |  |  |                          |  |  |                        |  |
| Adolfo IV di Berg        |                                | Cunegonda di Lorena    |                        |  |  |       |  |  |                          |  |  |                        |  |
|                          |                                | Adolfo III di Berg     | Engelberto I di Berg   |  |  |       |  |  |                          |  |  |                        |  |
|                          |                                | Adolfo III di Berg     | Engelberto I di Berg   |  |  |       |  |  |                          |  |  |                        |  |
|                          |                                | Adolfo III di Berg     | Margherita di Gheldria |  |  |       |  |  |                          |  |  |                        |  |
| Ermengarda di Berg       |                                | Adolfo III di Berg     |                        |  |  |       |  |  |                          |  |  |                        |  |
|                          |                                | Berta di Sayn          | Enrico II di Sayn      |  |  |       |  |  |                          |  |  |                        |  |
|                          |                                | Berta di Sayn          | Enrico II di Sayn      |  |  |       |  |  |                          |  |  |                        |  |
|                          |                                | Berta di Sayn          | Agnese di Saffenbourg  |  |  |       |  |  |                          |  |  |                        |  |
| Guglielmo I di Berg      |                                | Berta di Sayn          |                        |  |  |       |  |  |                          |  |  |                        |  |
|                          | Thierry/Dietrich di Hochstaden | Ottone di Ahr          |                        |  |  |       |  |  |                          |  |  |                        |  |
|                          | Thierry/Dietrich di Hochstaden | Ottone di Ahr          |                        |  |  |       |  |  |                          |  |  |                        |  |
|                          | Thierry/Dietrich di Hochstaden | Adelaide di Hochstaden |                        |  |  |       |  |  |                          |  |  |                        |  |
| Lotario I di Hochstaden  | Thierry/Dietrich di Hochstaden |                        |                        |  |  |       |  |  |                          |  |  |                        |  |
|                          |                                | Luitgarda di Dagsburg  | Ugo XII di Dagsburg    |  |  |       |  |  |                          |  |  |                        |  |
|                          |                                | Luitgarda di Dagsburg  | Ugo XII di Dagsburg    |  |  |       |  |  |                          |  |  |                        |  |
|                          |                                | Luitgarda di Dagsburg  | Luitgarda di Sulzbach  |  |  |       |  |  |                          |  |  |                        |  |
| Margherita di Hochstaden |                                | Luitgarda di Dagsburg  |                        |  |  |       |  |  |                          |  |  |                        |  |
|                          |                                | Federico I di Vianden  | Federico II di Vianden |  |  |       |  |  |                          |  |  |                        |  |
|                          |                                | Federico I di Vianden  | Federico II di Vianden |  |  |       |  |  |                          |  |  |                        |  |
|                          |                                | Federico I di Vianden  | Elisabetta di Salm     |  |  |       |  |  |                          |  |  |                        |  |
| Matilde di Vianden       |                                | Federico I di Vianden  |                        |  |  |       |  |  |                          |  |  |                        |  |
|                          |                                | Matilde di Neuerburg   | …                      |  |  |       |  |  |                          |  |  |                        |  |
|                          |                                | Matilde di Neuerburg   | …                      |  |  |       |  |  |                          |  |  |                        |  |
|                          |                                | Matilde di Neuerburg   | …                      |  |  |       |  |  |                          |  |  |                        |  |
|                          |                                | Matilde di Neuerburg   |                        |  |  |       |  |  |                          |  |  |                        |  |

### Fonti primarie
- (LA)  Levold's von Northof Chronik der Grafen von der Mark.
- (LA)  Urkundenbuch für die Geschichte des Niederrheins, Volume 2.
- (LA)  Monumenta Germaniae Historica, tomus XXIII.
- (LA)  Fontes rerum Germanicarum, Volume 2.
- (LA)  Akademische Beiträge zur Gülch- und Bergischen Geschichte, band III.
- (LA)  Histoire du Limbourg, vol VI: Codex diplomaticus Valkenburgensis.